# Сілезький університет у Катовицях

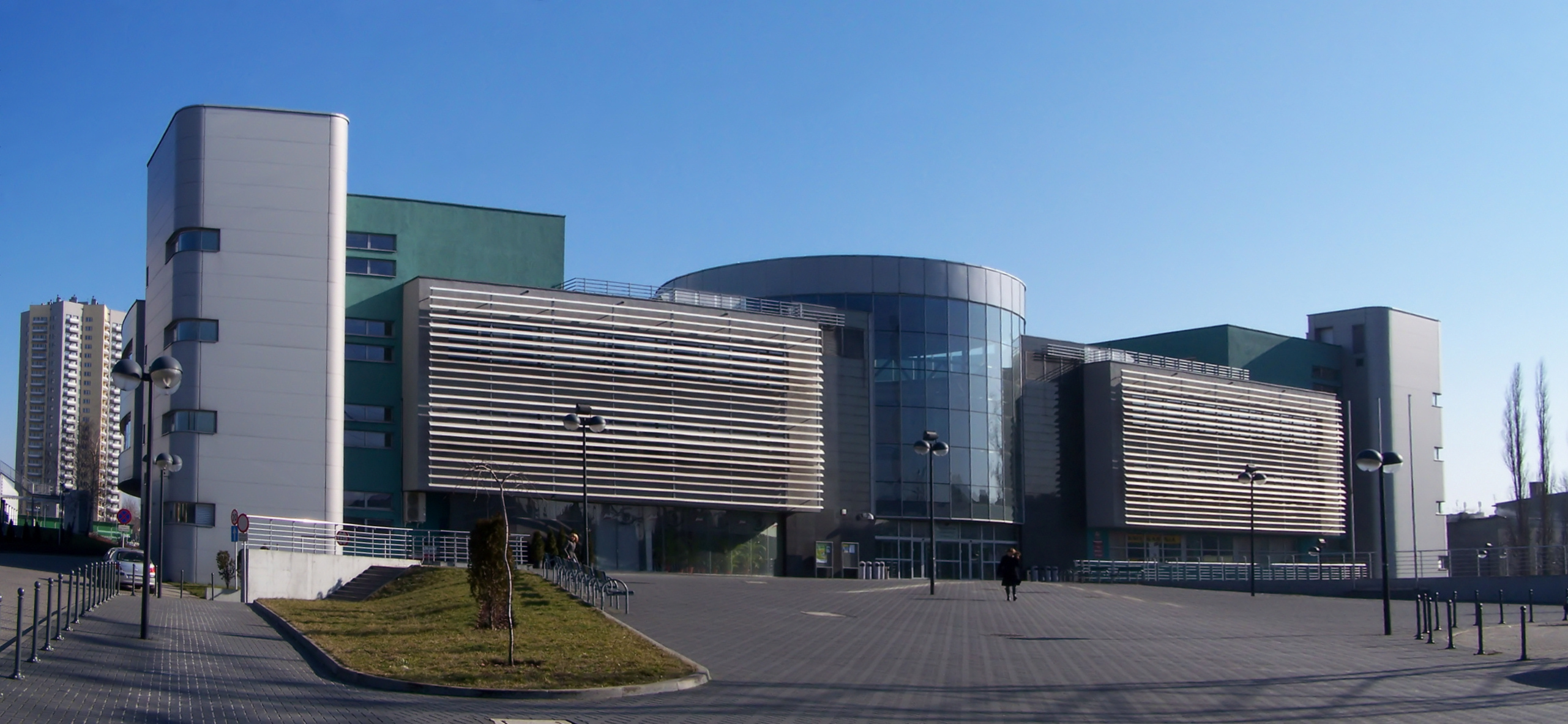
Факультет права та державного управління

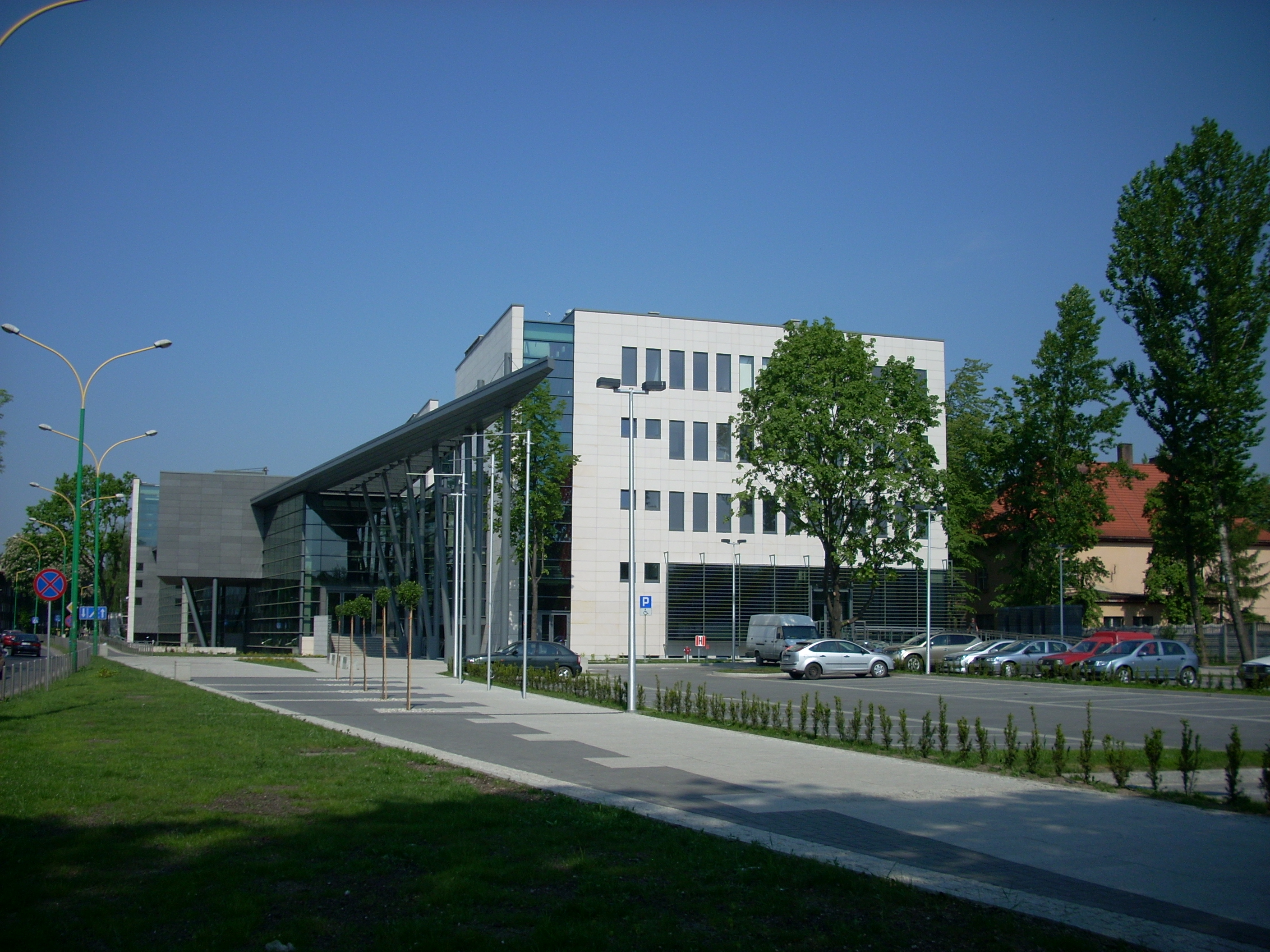
Факультет філології в Сосновці

Сілезький університет у Катовицях (пол. Uniwersytet Śląski w Katowicach) — один з найбільших державних ВНЗ Польщі та найбільший у регіоні Верхня Сілезія. Університет заснований у 1968 році. Будинок ректорату та більшості факультетів розташований у Катовицях, інші одиниці та факультети — у містах Сосновець (Факультет філології, Факультет інформатики та матеріалознавства, Факультет наук про Землю), Хожув (Сілезький міжвишівський центр з питань освіти і міждисциплінарних досліджень та Школа менеджменту), Цешин (Факультет етнології та наук про освіту, Факультет образотворчого мистецтва та музики). На сьогодні в Університеті навчається близько 35 000 студентів.

## Структура університету
Університет має 12 факультетів і декілька міжфакультетних одиниць:
- Факультет образотворчого мистецтва та музики
- Факультет біології та охорони навколишнього середовища
- Факультет етнології та наук про освіту
- Факультет філології
- Факультет математики, фізики та хімії
- Факультет інформатики та матеріалознавства
- Факультет наук про Землю
- Факультет суспільних наук
- Факультет педагогіки та психології
- Факультет права та державного управління
- Факультет радіо і телебачення ім. К. Кеслевського
- Факультет теології

- Індивідуальна міжгалузева освіта
- Школа менеджменту
- Школа польської мови та культури
- Бібліотека Сілезького університету
Університет проводить навчання на освітньо-кваліфікаційних рівнях бакалавра, магістра, навчання в аспірантурі, післядипломну освіту, курси підвищення кваліфікації, з 70 напрямків та понад 200 спеціальностей.
Сілезький університет реалізує ідею «відкритого університету» завдяки таким проєктам, як Університет третього віку, Сілезький університет дітей, а також академічних ЗМІ — студентське радіо «Егіда», Інтернет-телебачення Сілезького університету, студентська газета, студентський журнал «Suplement». Сілезький університет першим серед польських ВНЗ створив свій профіль на YouTubeEdu.

## Міжнародна співпраця
Міжнародна співпраця належить до пріоритетних напрямків діяльності Сілезького університету. Університет підписав більш ніж 600 умов про співпрацю з освітніми установами з 36 країн світу. Сілезький університет бере участь у міжнародних дослідницьких і освітніх програмах, наприклад, Erasmus+, Framework Programs.
Студенти Сілезького університету це громадяни Польщі, країн ЄС, Білорусі, України, Росії, Грузії, Казахстану, Киргизстану, Вірменії, Монголії, КНР та інших. Випускники Сілезького університету отримують диплом європейського зразка.

## Цікаві факти
Пам'ятник студенту в Катовицях розташований перед ректоратом Сілезького Університету на вулиці Банковій, 12.
Ініціатива щодо створення пам'ятника студенту походила від керівництва Університету та міської влади. Проєкт пам'ятника був розроблений співробітниками Факультету образотворчого мистецтва та музики Сілезького університету в Цешині. Урочисте відкриття відбулося 24 червня 2008 року. Скульптура заввишки 2 метри, виготовлена з бронзи, і являє собою усміхненого парубка в шапочці-конфедератці.